# اولار سارمائه
اولار سارمائه (انگلیسی: Üllar Saaremäe؛ زادهٔ ۲۳ نوامبر ۱۹۶۹) بازیگر، سیاستمدار و نماینده مجلس اهل استونی است.